# Thé en Australie

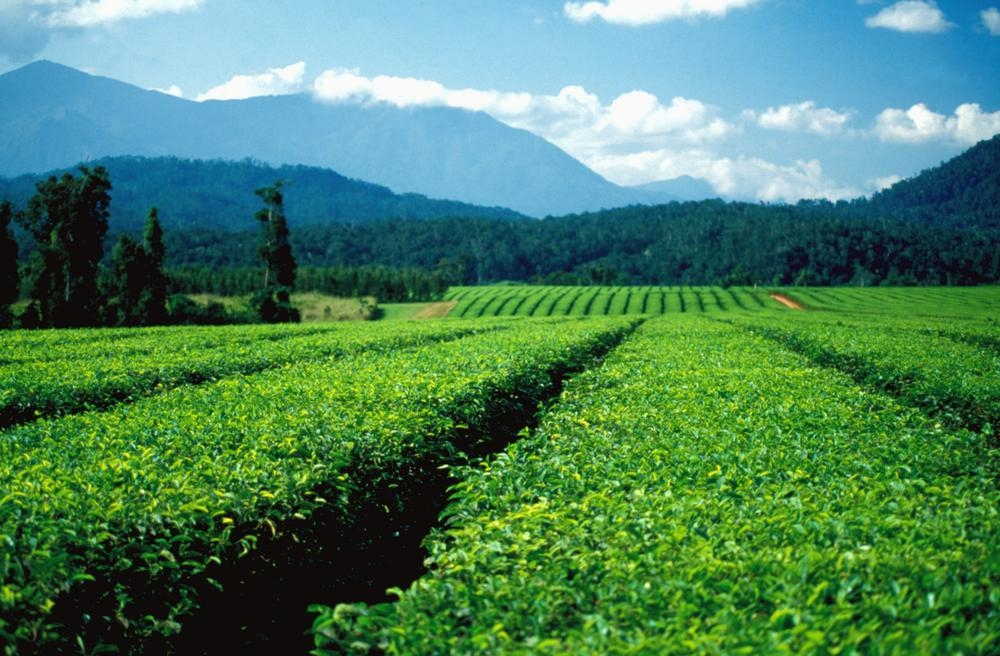
Champs montrant la façon dont le thé est cultivé en Australie.

Le thé en Australie naît essentiellement sous l'influence de la colonisation de l'Australie par l'empire britannique.

## Histoire
Les aborigènes d'Australie boivent des infusions d'arbre à thé avant l'arrivée des premiers colons occidentaux, surtout pour ses qualités médicinales. Le nom de « tea tree » aurait été donné par le capitaine James Cook lors de son voyage autour du monde, lorsqu'en 1770, il aborde la côte est d'Australie et que les marins font du thé avec les feuilles d'un arbre de la famille des Myrtacées, peut-être un Leptospermum. Le naturaliste de l'expédition, Joseph Banks, récolte des spécimens de ces tea trees et les ramène à Londres.
Le thé est apporté par les britanniques dès le début de la colonisation, à bord de la First Fleet en 1788. Les usages australiens de consommation du thé se développent très similairement à ceux anglais, avec un thé du matin et un thé de l'après-midi.
En 1883, Alfred Bushell fonde le premier magasin de thé d'Australie, dans le Queensland actuel. L'année suivante, les frères Cutten fondent la première plantation commerciale de thé en Australie à Bingil Bay (en), dans le Nord du Queensland. En 1899, les fils de Bushell déménagent à Sydney et commencent à y vendre du thé en quantités commerciales, fondant l'entreprise Bushells (en).
En 1958, Allan Maruff ouvre la seconde plantation commerciale du pays dans la vallée de Nerada (en), au sud de Cairns, utilisant des plants de l'ancienne plantation de Bingil Bay. En 1969, Tea Estates of Australia ouvre une plantation adjacente. En 1971, Nerada Tea (en) ouvre la première usine de transformation du thé du pays ; deux ans plus tard, TEA rachète l'usine. L'entreprise cesse la vente en gros de thé et lance la marque commerciale Nerada Tea, sous laquelle elle vend son produit, L'année suivante, l'entreprise ouvre une petite usine de conditionnement à Innisfail. En 1978, Mike et Norma Grant-Cook, originaires du Sri Lanka, ouvrent les Madura Tea Estates à Murwillumbah, où ils produisent du thé Assam et du thé vert mélangés à des thés sri lankais. De nombreuses autres marques commerciales plus petites existent.

## Consommation

### Occasions
Les usages australiens de consommation du thé se développent très similairement à ceux anglais, avec un thé du matin et un thé de l'après-midi. Il se prépare normalement à la mode anglaise.
Une méthode alternative de préparation du thé, datant de la période coloniale, est de faire bouillir de l'eau pour le thé puis d'y ajouter une feuille d'eucalyptus.

## Demande
En 2000, l'Australie consomme 14 000 tonnes de thé par an.

## Commerce
En 1971, Nerada Tea (en) ouvre la première usine de transformation du thé du pays ; deux ans plus tard, TEA rachète l'usine. L'entreprise cesse la vente en gros de thé et lance la marque commerciale Nerada Tea, sous laquelle elle vend son produit. En 1978, Mike et Norma Grant-Cook, originaires du Sri Lanka, ouvrent les Madura Tea Estates à Murwillumbah, où ils produisent du thé Assam et du thé vert mélangés à des thés sri lankais. De nombreuses autres marques commerciales plus petites existent.

## Production

### Plantations
Une petite quantité de thé est cultivée et transformée dans le nord de l'Australie. En 1958, Allan Maruff ouvre la seconde plantation commerciale du pays dans la vallée de Nerada (en), au sud de Cairns, utilisant des plants de l'ancienne plantation de Bingil Bay. En 1969, Tea Estates of Australia ouvre une plantation adjacente. Les plantations restent cependant très petites et de faible volume.

### Transformation
En 1971, Nerada Tea (en) ouvre la première usine de transformation du thé du pays ; deux ans plus tard, TEA rachète l'usine. L'entreprise cesse la vente en gros de thé et lance la marque commerciale Nerada Tea, sous laquelle elle vend son produit, L'année suivante, l'entreprise ouvre une petite usine de conditionnement à Innisfail. 